# 龐托托克縣 (密西西比州)
龐托托克縣（英語：Pontotoc County）是美国密西西比州北部的一個郡，面積1,298平方公里。根据2020年美國人口普查，共有人口31,184人。縣治龐托托克（Pontotoc）。該縣成立於1836年2月9日，縣名是一名奇克索族領袖的名字。